# ATP Challenger Sarasota
Das ATP Challenger Sarasota (offizieller Name: Elizabeth Moore Sarasota Open) ist ein seit 2009 jährlich stattfindendes Tennisturnier in Sarasota, Florida. Es ist Teil der ATP Challenger Tour und wird im Freien auf Sand ausgetragen. Facundo Argüello konnte 2015 und 2016 das Turnier im Doppel gewinnen und ist damit einziger mehrfacher Titelträger.

## Siegerliste

### Einzel
| Jahr                | Sieger             | Finalgegner        | Ergebnis       |
| ------------------- | ------------------ | ------------------ | -------------- |
| 2025                | Emilio Nava        | Liam Draxl         | 6:2, 7:62      |
| 2024                | Thanasi Kokkinakis | Zizou Bergs        | 6:3, 1:6, 6:0  |
| 2023                | Daniel Altmaier    | Daniel Elahi Galán | 7:61, 6:1      |
| 2022                | Daniel Elahi Galán | Steve Johnson      | 7:67, 4:6, 6:1 |
| 2020–2021: abgesagt |                    |                    |                |
| 2019                | Tommy Paul         | Tennys Sandgren    | 6:3, 6:4       |
| 2018                | Hugo Dellien       | Facundo Bagnis     | 2:6, 6:4, 6:2  |
| 2017                | Frances Tiafoe     | Tennys Sandgren    | 6:3, 6:4       |
| 2016                | Mischa Zverev      | Gerald Melzer      | 6:4, 7:62      |
| 2015                | Federico Delbonis  | Facundo Bagnis     | 6:4, 6:2       |
| 2014                | Nick Kyrgios       | Filip Krajinović   | 7:610, 6:4     |
| 2013                | Alex Kuznetsov     | Wayne Odesnik      | 6:0, 6:2       |
| 2012                | Sam Querrey        | Paolo Lorenzi      | 6:1, 6:73, 6:3 |
| 2011                | James Blake        | Alex Bogomolow     | 6:2, 6:2       |
| 2010                | Kei Nishikori      | Brian Dabul        | 2:6, 6:3, 6:4  |
| 2009                | James Ward         | Carsten Ball       | 7:64, 4:6, 6:3 |

### Doppel
| Jahr                | Sieger                              | Finalgegner                                | Ergebnis           |
| ------------------- | ----------------------------------- | ------------------------------------------ | ------------------ |
| 2025                | Robert Cash JJ Tracy                | Federico Agustín Gómez Luis David Martínez | 6:4, 7:63          |
| 2024                | Tristan Boyer Oliver Crawford       | Ethan Quinn Tennys Sandgren                | 6:4, 6:2           |
| 2023                | Julian Cash Henry Patten            | Guido Andreozzi Guillermo Durán            | 7:64, 6:4          |
| 2022                | Robert Galloway Jackson Withrow     | André Göransson Nathaniel Lammons          | 6:3, 7:63          |
| 2020–2021: abgesagt |                                     |                                            |                    |
| 2019                | Martín Cuevas Paolo Lorenzi         | Luke Bambridge Jonny O’Mara                | 7:65, 7:66         |
| 2018                | Evan King Hunter Reese              | Christian Harrison Peter Polansky          | 6:1, 6:2           |
| 2017                | Scott Lipsky Jürgen Melzer          | Stefan Kozlov Peter Polansky               | 6:2, 6:4           |
| 2016                | Facundo Argüello (2) Nicolás Kicker | Marcelo Arévalo Sergio Galdós              | 4:6, 6:4, [10:6]   |
| 2015                | Facundo Argüello (1) Facundo Bagnis | Chung Hyeon Divij Sharan                   | 3:6, 6:2, [13:11]  |
| 2014                | Marin Draganja Henri Kontinen       | Rubén Ramírez Hidalgo Franko Škugor        | 7:5, 5:7, [10:6]   |
| 2013                | Ilija Bozoljac Somdev Devvarman     | Steve Johnson Bradley Klahn                | 6:75, 7:63, [11:9] |
| 2012                | Johan Brunström Izak van der Merwe  | Martin Emmrich Andreas Siljeström          | 6:4, 6:1           |
| 2011                | Ashley Fisher Stephen Huss          | Alex Bogomolow Alex Kuznetsov              | 6:3, 6:4           |
| 2010                | Brian Battistone Ryler DeHeart      | Gero Kretschmer Alexander Satschko         | 5:7, 7:64, [10:8]  |
| 2009                | Víctor Estrella Santiago González   | Harsh Mankad Kaes Van’t Hof                | 6:2, 6:4           |